# Hyperstrotia flavipuncta
Hyperstrotia flavipuncta är en fjärilsart som beskrevs av John Henry Leech 1889. Hyperstrotia flavipuncta ingår i släktet Hyperstrotia och familjen nattflyn. Inga underarter finns listade i Catalogue of Life.